# ロマンチスト・エゴイスト
『ロマンチスト・エゴイスト』（英語: Romantist Egoist）は、ポルノグラフィティの1作目のオリジナルアルバム。2000年3月8日にSME Recordsよりリリースされた。

## 概要
ポルノグラフィティ初のオリジナルアルバム。
デビューシングル「アポロ」、本作のリードシングル「ヒトリノ夜」など全13曲が収録されているが、そのほとんどがインディーズ時代（1994年〜97年）とメジャーデビュー前（1997年〜99年）にシングル化を目指して制作されたものである。そのため本作はポルノグラフィティのアイデンティティを詰め込んだインディーズベストとも言えるアルバムとなっている。
ブックレットはフォトブックレットとなっており、初回仕様のみメンバーフォトポストカードが封入されている。歌詞とクレジットは別紙に記載されており、歌詞・クレジット、ケースの裏の収録曲、CDのレーベル面（表）の文字はいずれもメンバーの手書きによるもの。
2016年2月から3月にかけて開催されたlove up! 会員限定ライヴイベント『FANCLUB UNDERWORLD 5』は本作の再現ライヴで、全13曲を収録順に披露した。

## 収録曲
| 全編曲: ak.homma。 |                                                 |           |           |       |
| #                  | タイトル                                        | 作詞      | 作曲      | 時間  |
| 1.                 | 「Jazz Up」                                     | ハルイチ  | シラタマ  | 4:35  |
| 2.                 | 「Century Lovers」                              | ハルイチ  | ak.homma  | 4:30  |
| 3.                 | 「ヒトリノ夜」                                  | ハルイチ  | ak.homma  | 4:05  |
| 4.                 | 「ライオン」                                    | ハルイチ  | シラタマ  | 4:50  |
| 5.                 | 「憂色 〜Love is you〜」                        | ハルイチ  | ak.homma  | 5:07  |
| 6.                 | 「Heart Beat」                                  | ak.homma  | ak.homma  | 4:39  |
| 7.                 | 「マシンガントーク」                            | ak.homma  | ak.homma  | 4:14  |
| 8.                 | 「デッサン#1」                                  | ハルイチ  | シラタマ  | 4:55  |
| 9.                 | 「アポロ (New Apollo Project Version)」         | ハルイチ  | ak.homma  | 4:29  |
| 10.                | 「ラビュー・ラビュー」                          | ハルイチ  | シラタマ  | 4:32  |
| 11.                | 「ジレンマ (How To Play "didgeridoo" Version)」 | ハルイチ  | シラタマ  | 4:20  |
| 12.                | 「リビドー」                                    | アキヒト  | ak.homma  | 4:32  |
| 13.                | 「ロマンチスト・エゴイスト」                    | ハルイチ  | Ryo       | 5:18  |
| 合計時間:          | 合計時間:                                       | 合計時間: | 合計時間: | 60:06 |

## 楽曲解説
1. 「Jazz up」
  - 大阪でのインディーズ活動期に制作された楽曲。
  - 1996年発表のカセットテープ『porno graffitti』で作品化されており、本作への収録にあたり歌詞が変更されたほか、生のブラスが加えられている[2]。
  - 1stアルバムのオープニングナンバーということで「なにか特徴があった方がいい」という考えから、冒頭にはメンバーの喋り声が入れられている[3]。この喋り声は1本のマイクの前でメンバーが家業やあだ名について話している音声をミックスしたもので[2]、岡野の「まじで？」の一言から外国人の笑い声に繋がる[3][2]。
  - 歌詞中に登場する「土生港」はメンバーの故郷・因島に実在する港であり、「mother's sky」は新藤の造語で子宮を意味する。
  - インディーズ時代のライヴ定番曲であり、オープニングナンバーとして披露されることが多かったことから、暗黙の了解で1曲目への収録となった[2]。メジャーデビュー後は徐々に披露が減っていったが、初の東京ドーム公演『東京ロマンスポルノ'09 〜愛と青春の日々〜』（2009年11月28日）では久々にオープニングナンバーとして披露された[4]。
2. 「Century Lovers」
  - べストアルバム『PORNO GRAFFITTI BEST RED'S』にも収録されたライヴ定番曲[5]で、「ヒトリノ夜」「マシンガントーク」等と共にデビュー曲の候補でもあった。
  - 楽曲のテーマは「100年（=Century）と1000年の恋」。歌詞中に登場する「ディラン」「ジョン」はボブ・ディランとジョン・レノンを指しており、「答えは風に舞ってる」は『Blowin' In The Wind』、「愛とは―愛されたいと願うこと」は『Love』からそれぞれ引用したものである[6]。
  - 本楽曲のレコーディングは1999年3月に行われ、デビュー曲候補から外れた後もシングル曲候補であったが、曲中の「フーフー」というファルセットが同年9月9日発表のモーニング娘。『LOVEマシーン』に似ており、「そのことでヘンな色眼鏡かけられて見られるのもどうかなと思ったから。」という理由でシングル化とはならなかった[注釈 2]。
  - ライヴでは本楽曲の披露前に『Before Century』と呼ばれるコールアンドレスポンスが行われる[注釈 3]。これは「会場が一体になるための儀式」であり、岡野の「Everybody Say?」という呼びかけに対し[注釈 4]、観客が先述のファルセットで答えるのが基本的なスタイルである[注釈 5]。『Before Century』の長さは岡野のさじ加減次第で変わるため、サポートメンバーのnang-changは専用の音源を10分以上用意しているという。
  - 元阪神タイガースの関本賢太郎が長らく使用していた登場曲『エブリバディ・セイ』は、ポルノグラフィティが提供したもので、「Before Century」が基となっている[注釈 6]。球場では岡野の『Everybody Say?』という呼びかけに対し、阪神ファンが「関本！」とコールする。
3. 「ヒトリノ夜」
  - 2ndシングル。
4. 「ライオン」
  - 大阪でのインディーズ活動期に制作された楽曲で、メンバーは「インディーズ時代はこの曲があったから自信を持って戦えた[8][9]。」と振り返る。
  - 1996年のインディーズ作品『porno graffitti』『ポルノグラフィティvsリンカーン』には「LION」としてそれぞれ収録されており、本作収録にあたり歌詞やアレンジが大幅に変更されている。
  - イントロのドラムはレッド・ツェッペリン「D'Yer Maker」を引用したもので、7thシングル『ヴォイス』に収録されたライヴ音源では、同じくレッド・ツェッペリンの「Whole Lotta Love」のフレーズを引用している。
5. 「憂色 〜Love is you〜」
  - 本作唯一のバラード曲。
  - 制作当初のタイトルは「Love is you」[10]で、本作への収録にあたり「憂色」が加えられた[注釈 7]。
  - Cメロ部分の「耳が痛くなるくらい」の箇所は、当時歌詞の締切に追われていた新藤が「書き切れていないな」と思いながらも眠りに就き、夢の中で書き上げた詞である[12]。
6. 「Heart Beat」
  - ak.hommaが作詞を手掛けた楽曲の一つ[注釈 8]。
7. 「マシンガントーク」
  - 前曲同様、ak.hommaが作詞を手掛けた楽曲の一つ。
  - ライヴでは岡野によるモンキーダンスが定番である。しかし、『13thライヴサーキット "ラヴ・E・メール・フロム・1999"』マリンメッセ福岡公演（2014年3月29日）で、岡野が激しいモンキーダンスを何度も繰り返した結果[13]、首付近を痛めてしまったことがある[14]。そのため近年はトレーナー判断によって岡野がモンキーダンスを行わない場合もある[14]。
8. 「デッサン#1」
  - 大阪でのインディーズ活動期に制作されたミディアムナンバー[15]。
  - 1997年4月27日に開催された心斎橋クラブクアトロでの単独ライヴで配布されたカセットテープには「Dessin」として収録されていた。
  - 当初は本作に収録する予定ではなかったが、『東京ロマンスポルノ vol.3』（1999年12月4日）で披露した際に好評だったことから急遽レコーディングされた[16]。
  - 歌詞は当時の岡野の別れ話を描いたもの。当初はサビと大サビのみ岡野が作詞を担当したが、新藤曰く「どんな振られ方をしたんだ？と聞きたくなるほどあまりにひどい歌詞だった[注釈 9]」という理由から、新藤の手で大幅に書き換えられている。
  - サビ部分の最高音はポルノグラフィティの楽曲においては数少ないHiC音である。高音が続く楽曲のため、デビュー後のライヴでは半音下げて披露されることも多かったが、近年のライヴでは再び原曲キーで披露されている。
9. 「アポロ (New Apollo Project Version)」
  - 1stシングルのアルバムバージョン[注釈 10]。
  - 本作の収録曲の中で最後に出来た楽曲である[17]。
10. 「ラビュー・ラビュー」
  - 本作の制作終盤にTamaが拵えてきた楽曲で[11]、ベストアルバム『PORNO GRAFFITTI BEST BLUE'S』にも収録された。
  - タイトルは「Love You Love You」という意味。制作当初のタイトルは「プライベート・マンディー」[18]。
  - 全体的にレコーディングに苦労したという本作の中で、特に苦労した楽曲だといい、岡野・新藤共に「あまりの辛さから泣いたことがある」と語っている[11]。
11. 「ジレンマ (How To Play "didgeridoo" Version)」
  - 2ndシングルカップリング曲のアルバムバージョンで、イントロにメンバーによるディジュリドゥの演奏が加えられている[注釈 11]。
12. 「リビドー」
  - 発表された楽曲としては初めて岡野が作詞を手掛けた[注釈 12]。歌詞中にはジャニス・ジョプリンが登場する。
  - リビドーとは心理学用語で性欲、性的衝動などの意味合いを持つ。
  - 当初のタイトルは「Crazy About You」で、「Tokio Graffitti」を経て「リビドー」となった。
13. 「ロマンチスト・エゴイスト」
  - 1stシングルカップリング曲で、本作のタイトルナンバー。
  - 表記は無いがアルバムバージョンでの収録となっている[注釈 13]。

## Additional Musicians
- Synthesist: 飯田高広
- Acoustic Guitar: 林部直樹
- Strings: NAOTO Strings
- Sax: 竹上良成
- Tp: 小林太
- Tb: 中川英二郎
- All Other Instruments: 本間昭光
- E.Guitar Sound Designer: 遠藤太郎

## クレジット
- Producer: 田村充義（tmf）, 本間昭光（bluesofa）
- Recording Engineer: 青柳延幸, 山内隆義, 天童淳, 長野勝宏, 中山佳敬
- Mixing Engineer: 山内隆義
- Assistant Engineer: 山本優, 安田博城, 高津輝幸（Victor）, 藤田直之, 永山尚（Sunrise）, 岸田充善（Sound Inn）, 氏家明宏（Amuse）, 甲斐俊郎, 塩田修, 金森信英（信濃町Sony）
- Recording Stadio: Victor, Sony, Amuse, Sunrise, Sound Inn
- Pre Production: bluesofa studio
- Studio Coordination: 沢辺優子, 疋田静花（Victor）
- Musician Coordination: 安部佳代（bluesofa）, 里見勉（内田音楽事務所）
- Mastering Engineer: 前田康二（Bernie Grundman Mastering）
- A&R: 八木昭二（SME）
- Promotion Team: ポルノグラフィティを売り出そうとする人々（SME, Amuse）
- Sales Promotion: 北山知之, 村山美穂子（SME）
- Artist Management: 福岡毅, 新井”Q”厚太（Amuse）
- Management Desk: 三本木恵子, 嶋村佳永子（Amuse）
- Fanclub "love up!": 近藤友里（Amuse）
- Executive Producer: 畠中達郎（Amuse）, 佐藤康広（SME）
- Supervisor: 大里洋吉, 山本久（Amuse）, 野中規雄（SME）
- Our Mother: 品田ちひろ
- Special Thanks: 渋生田裕美, 三橋秀代, 長美郁, 中西亮輔, 時宗明良, 毛谷村伸也, Birthplace"因島"Family&Friends
- Art Direction Design: 牧鉄馬
- Photograph: 大川直人
- Hair&Make up: 渋谷雅子
- Styling: 大川裕子
- Products Coordination: 渡辺くみこ（SME）

## 収録作品
| タイトル                                    | 収録作品 |
| ------------------------------------------- | --- |
| Jazz up                                     | - ライヴ映像 - ライヴ映像作品『Tour 08452 〜Welcome to my heart〜』 - ライヴ映像作品『"BITTER SWEET MUSIC BIZ" LIVE IN BUDOKAN 2002』 - ライヴ映像作品『神戸・横浜ロマンスポルノ'14 〜惑ワ不ノ森〜 Live at YOKOHAMA STADIUM』 - ライヴ映像作品『FANCLUB UNDERWORLD 5 Live in Zepp DiverCity 2016』 |
| Century Lovers                              | - アルバム - ベストアルバム『PORNO GRAFFITTI BEST RED'S』 - ライヴ映像 - ライヴ映像作品『"BITTER SWEET MUSIC BIZ" LIVE IN BUDOKAN 2002』 - ライヴ映像作品『5th Anniversary Special Live "PURPLE'S" IN TOKYO TAIIKUKAN 2004』 - ライヴ映像作品『横浜ロマンスポルノ'06 〜キャッチ ザ ハネウマ〜 IN YOKOHAMA STADIUM』 - ライヴ映像作品『"OPEN MUSIC CABINET" LIVE IN SAITAMA SUPER ARENA 2007』 - ライヴ映像作品『"ロイヤル ストレート フラッシュ" LIVE IN YOYOGI DAIICHI TAIIKUKAN 2009』 - ライヴ映像作品『つま恋ロマンスポルノ'11 〜ポルノ丸〜』 - ライヴ映像作品『14thライヴサーキット "The dice are cast" Live in OSAKA-JO HALL 2015』 - ライヴ映像作品『FANCLUB UNDERWORLD 5 Live in Zepp DiverCity 2016』 - ライヴ映像作品『PORNOGRAFFITTI 色情塗鴉 Special Live in Taiwan』 - ライヴ映像作品『15thライヴサーキット "BUTTERFLY EFFECT" Live in KOBE KOKUSAI HALL 2018』 - ライヴ映像作品『ポルノグラフィティ20th Anniversary Special Live Box』 - ライヴ映像作品『18thライヴサーキット "暁" Live at NIPPON BUDOKAN 2023』 - ライヴ音源 - 3rdシングル『ミュージック・アワー』 - ライヴ映像作品『12th LIVE CIRCUIT "PANORAMA×42" SPECIAL LIVE PACKAGE』 |
| ヒトリノ夜                                  | →「 ヒトリノ夜#収録作品 」を参照 |
| ライオン                                    | - ライヴ映像 - - ライヴ映像作品『Tour 08452 〜Welcome to my heart〜』 - ライヴ映像作品『横浜・淡路ロマンスポルノ'08 〜10イヤーズ ギフト〜 LIVE IN AWAJISHIMA』 - ライヴ映像作品『FANCLUB UNDERWORLD 5 Live in Zepp DiverCity 2016』 - ライヴ音源 - 7thシングル『ヴォイス』 |
| 憂色 〜Love is you〜                        | - ライヴ映像 - ライヴ映像作品『FANCLUB UNDERWORLD 5 Live in Zepp DiverCity 2016』 |
| Heart Beat                                  | - ライヴ映像 - ライヴ映像作品『Tour 08452 〜Welcome to my heart〜』 - ライヴ映像作品『7th LIVE CIRCUIT "SWITCH" 2005』 - ライヴ映像作品『横浜・淡路ロマンスポルノ'08 〜10イヤーズ ギフト〜 LIVE IN AWAJISHIMA』 - ライヴ映像作品『FANCLUB UNDERWORLD 5 Live in Zepp DiverCity 2016』 |
| マシンガントーク                            | - ライヴ映像 - ライヴ映像作品『Tour 08452 〜Welcome to my heart〜』 - ライヴ映像作品『"74ers" LIVE IN OSAKA-JO HALL 2003』 - ライヴ映像作品『"ポルノグラフィティがやってきた" LIVE IN ZEPP TOKYO 2008』 - ライヴ映像作品『"∠TARGET" LIVE IN JCB HALL 2010』 - ライヴ映像作品『13thライヴサーキット "ラヴ・E・メール・フロム・1999" Live in MARINE MESSE FUKUOKA』 - ライヴ映像作品『FANCLUB UNDERWORLD 5 Live in Zepp DiverCity 2016』 - ライヴ映像作品『ポルノグラフィティ20th Anniversary Special Live Box』 - ライヴ音源 - ライヴアルバム『"NIPPONロマンスポルノ'19〜神vs神〜" DAY1 (LIVE)』 - ライヴアルバム『"NIPPONロマンスポルノ'19〜神vs神〜" DAY2 (LIVE)』 |
| デッサン#1                                  | - ライヴ映像 - ライヴ映像作品『神戸・横浜ロマンスポルノ'14 〜惑ワ不ノ森〜 Live at YOKOHAMA STADIUM』 - ライヴ映像作品『FANCLUB UNDERWORLD 5 Live in Zepp DiverCity 2016』 |
| アポロ (New Apollo Project Version)         | →「 アポロ (曲)#収録作品 」を参照 |
| ラビュー・ラビュー                          | - アルバム - ベストアルバム『PORNO GRAFFITTI BEST BLUE'S』 - ライヴ映像 - ライヴ映像作品『神戸・横浜ロマンスポルノ'14 〜惑ワ不ノ森〜 Live at YOKOHAMA STADIUM』 - ライヴ映像作品『FANCLUB UNDERWORLD 5 Live in Zepp DiverCity 2016』 |
| ジレンマ (How To Play "didgeridoo" Version) | →「 ヒトリノ夜#収録作品 」を参照 |
| リビドー                                    | - ライヴ映像 - ライヴ映像作品『Tour 08452 〜Welcome to my heart〜』 - ライヴ映像作品『"ロイヤル ストレート フラッシュ" LIVE IN YOYOGI DAIICHI TAIIKUKAN 2009』 - ライヴ映像作品『FANCLUB UNDERWORLD 5 Live in Zepp DiverCity 2016』 - 51stシングル『テーマソング』 |
| ロマンチスト・エゴイスト                    | →「 アポロ (曲)#収録作品 」を参照 |